# The Edge of Glory
The Edge of Glory és el tercer senzill del segon àlbum d'estudi anomenat Born This Way, de la cantant americana Lady Gaga. Va ser estrenat el dia 9 de maig de 2011, estant aquella mateixa tarda disponible com a descàrrega digital.

## Llista de cançons
- Digital download[1]

1. "The Edge of Glory" – 5:20

- German CD single[2]

1. "The Edge of Glory" (Radio Edit) – 4:20
2. "The Edge of Glory" (Cahill Club Mix) – 7:26

- The Edge of Glory – The Remixes[3]

1. "The Edge of Glory" (Sultan & Ned Shepard Remix) – 6:34
2. "The Edge of Glory" (Funkagenda Remix) – 7:53
3. "The Edge of Glory" (Bare Noize Remix) – 3:48
4. "The Edge of Glory" (Porter Robinson Remix) – 6:40
5. "The Edge of Glory" (Cahill Club Remix) – 7:27
6. "The Edge of Glory" (Foster The People Remix) – 6:10